# بلمهة
البلمهة أو نزع الماء أو إزالة الماء يشير في الكيمياء إلى التفاعل الكيميائي الذي يتضمن نزع الماء من الجزيئات المتفاعلة. تندرج تفاعلات البلمهة تحت إطار تفاعلات الحذف.
بما أن مجموعة الهيدروكسيل (OH-) تعد مجموعة مغادرة ضعيفة، يتم استخدام وسط حمضي من أجل تحفيز التفاعل، حيث تحدث عملية برتنة (إضافة بروتون) إلى مجموعة الهيدروكسيل لتعطي -OH2+ والتي تغادر بسهولة أكبر.
يوجد العديد من الأمثلة على تفاعل البلمهة في الاصطناع العضوي:
- تحويل الكحول إلى إيثر

2 R-OH → R-O-R + H2O
- تحويل الكحول إلى ألكينات

R-CH2-CHOH-R → R-CH=CH-R + H2O
- تحويل الحمض الكربوكسيلي إلى بلاماء الحمض (أنهيدريد)

2 RCO2H → (RCO)2O + H2O
- تحويل الأميد إلى نتريل

RCONH2 → R-CN + H2O
- في تفاعل إعادة الترتيب هذا، والذي يدعى إعادة ترتيب ثنائي إينول البنزن:[3]